# Mudhoney (альбом)
Mudhoney — дебютный студийный альбом американской гранж-группы Mudhoney, вышедший в 1989 году на лейбле Sub Pop.
| Оценки критиков                   | Оценки критиков |
| Источник                          | Оценка          |
| --------------------------------- | --------------- |
| AllMusic                          | [ 1 ]           |
| The Encyclopedia of Popular Music | [ 2 ]           |
| The Great Rock Discography        | 6/10            |
| Metal Hammer                      | [ 4 ]           |
| MusicHound Rock                   | [ 5 ]           |
| NME                               | 8/10            |
| The Rolling Stone Album Guide     | [ 7 ]           |
| Spin Alternative Record Guide     | 6/10            |

## Об альбоме
Mudhoney их первый полноценный альбом, перед которым вышли несколько синглов и один мини-альбом (Superfuzz Bigmuff).
Песня «Magnolia Caboose Babyshit» является кавером на песню «Magnolia Caboose Babyfinger» группы Blue Cheer, но на альбоме написано, что автор песни — Mudhoney.

## Список композиций
1. "This Gift" – 3:34
2. "Flat Out Fucked" – 2:15
3. "Get Into Yours" – 3:50
4. "You Got It" – 2:50
5. "Magnolia Caboose Babyshit" – 1:07
6. "Come to Mind" – 4:52
7. "Here Comes Sickness" – 3:41
8. "Running Loaded" – 2:50
9. "The Farther I Go" – 2:07
10. "By Her Own Hand" – 3:16
11. "When Tomorrow Hits" – 2:39
12. "Dead Love" – 4:27

## Принимали участие в записи
- Марк Арм - гитара, вокал
- Стив Тёрнер - гитара, вокал
- Мэтт Лукин - бас-гитара, вокал
- Дэн Питерс - барабаны, вокал

Также принимали участие
- Джек Эндино - звукорежиссёр
- Джейн Хиггинс - дизайн обложки
- Майкл Лавинь - фото
- Конрад Уно - звукорежиссёр